# Стукан Віктор Євграфович
Ві́ктор Євгра́фович Сту́кан (нар. 18 червня 1960, с. Малий Митник) — український скульптор, заслужений художник України. Почесний громадянин міста Хмільника та Хмільницького району.

## Біографія
Художню діяльність Віктор Стукан розпочав у 1982 році після демобілізації з лав Радянської армії. Закінчивши Вінницькі художні курси та здобувши фахову освіту мешкає та працює у Хмільнику.

## Творчість
Монументальні твори митця розташовані у Вінницькій, Хмельницькій, Житомирській, Сумській та Харківській областях, а також в Білорусі. Він є автором понад сімдесяти пам'ятників, серед них:
- Тарасу Шевченку (Хмільник)[3]
- Матері (Хмільник)
- Тарасу Шевченку (Ружин)[4]
- меморіальний сквер жертвам Голодомору 1932—1933 років та політичних репресій 1920—1950 років у Хмільнику. Його домінантою став хрест, що височіє над скульптурою дівчинки з колосками в руках[5].
- Тарасу Шевченку (Білопілля).
- Пам'ятний знак жертвам Голодомору 1932—1933 років (Білопілля).
- Героям АТО (Білопілля)[6].

## Світлини

Пам'ятний знак жертвам Голодомору 1932—1933 років
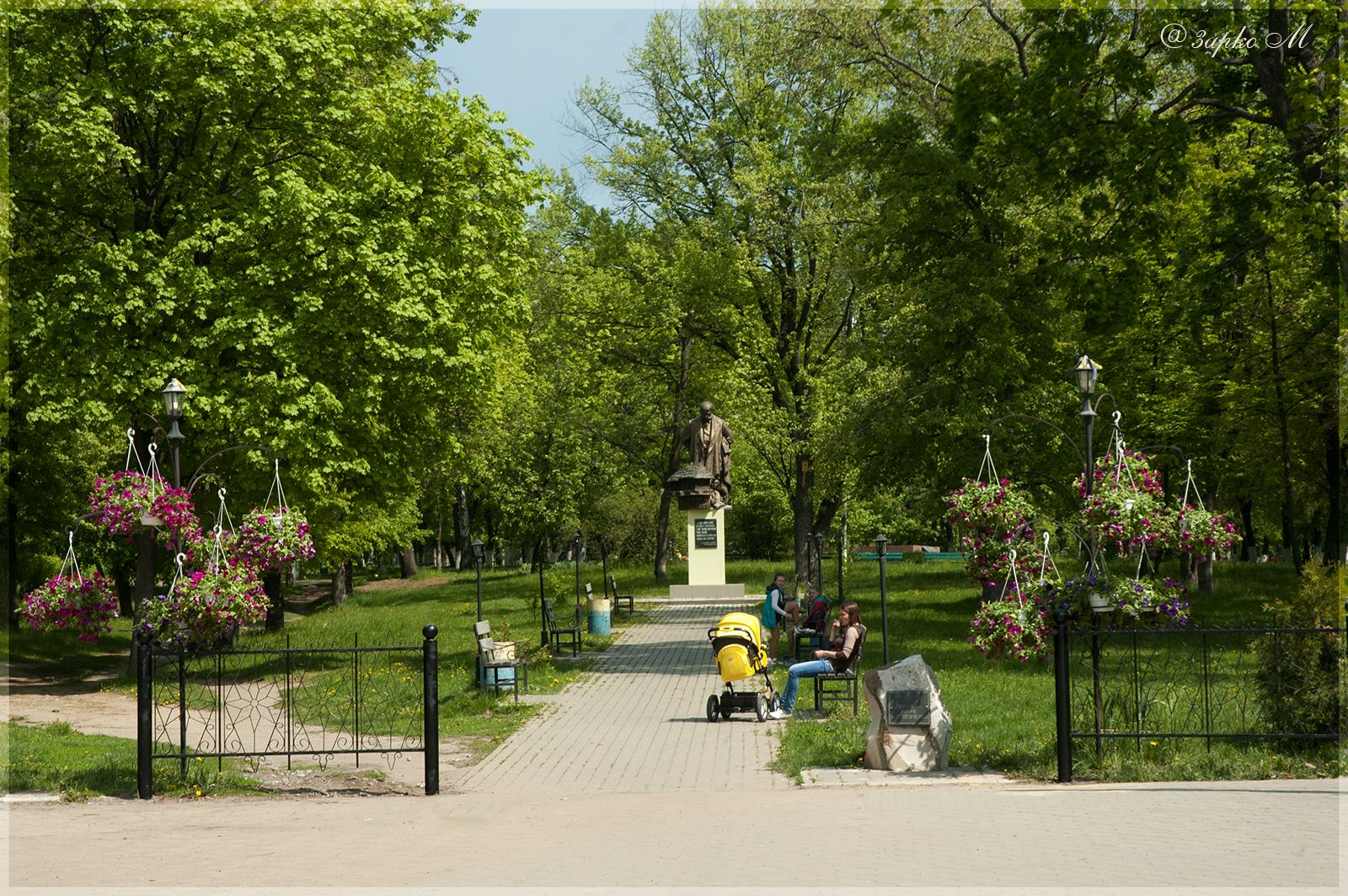
Тарасу Шевченку
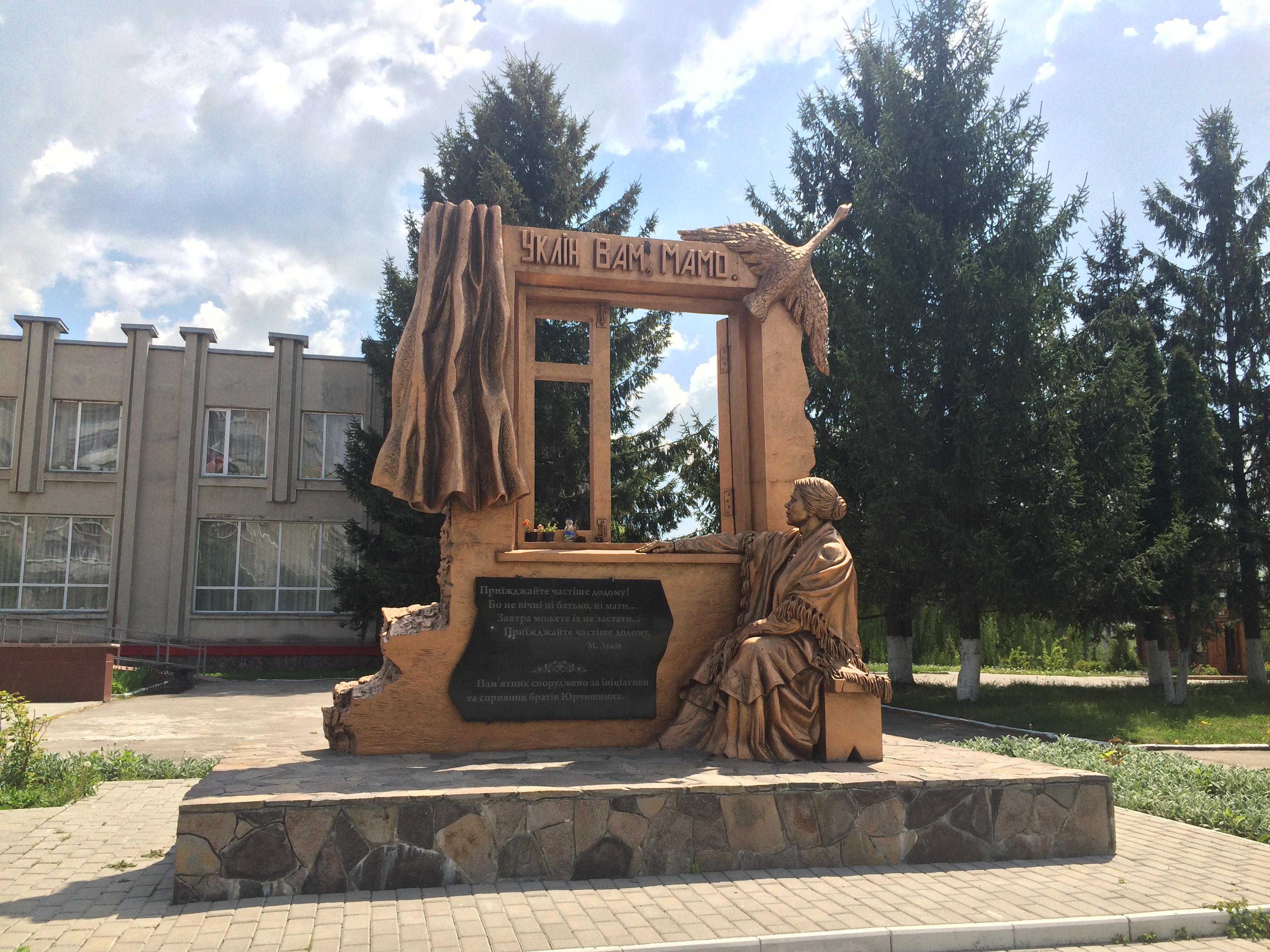
Матері
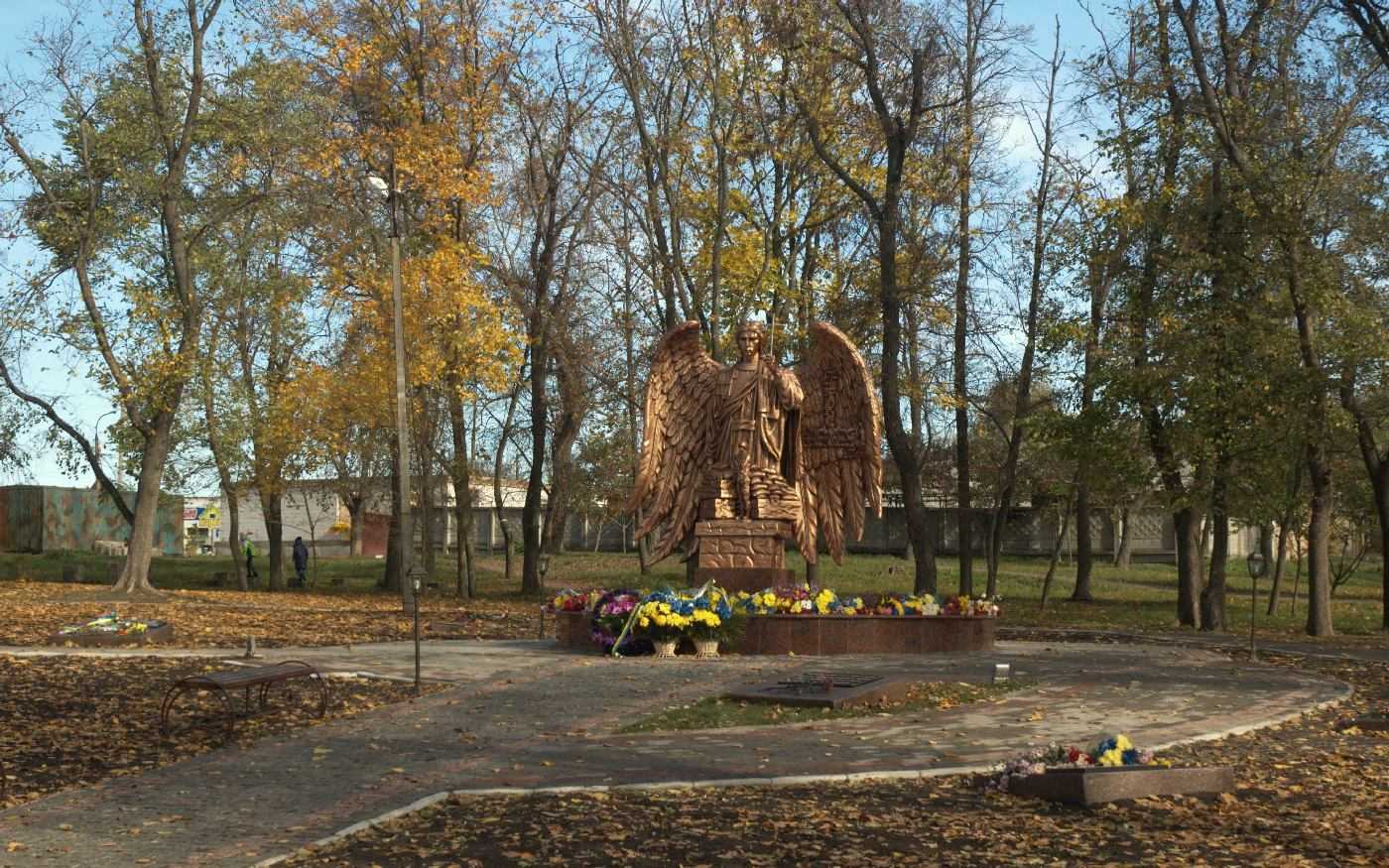
Героям АТО

## Нагороди, звання, премії
- Рішенням сьомої сесії районної ради 7 скликання № 117 від 7 липня 2016 року Віктору Стукану присвоєно звання «Почесний громадянин Хмільницького району»[7].
- Орден «За заслуги» ІІІ ст. [Архівовано 12 липня 2019 у Wayback Machine.] (2018)